# 生前葬
生前葬（せいぜんそう）とは、存命している人物が自分自身の葬儀を行うこと。生き葬式（いきそうしき）、生葬式（せいそうしき）とも言う。

## 概要
自らの生があるうちに縁のある人やお世話になった人を招いてお別れと礼を述べるために行なう人が多い。また、本来出席できないはずの自分の葬儀に喪主として参加することができるため、思い通りのやり方で行うことができる。そのため多くは、無宗教であったり、音楽やスライドなどを多用した明るい葬儀であったり、一般の葬儀とは異なるイベント的な葬儀となる。形式はカラオケ大会から立食パーティー、また、自費出版の自分史を配るなど、様々である。しかし、本人が本当に亡くなった後も、遺族により再び葬儀が行われることもままある。
日本では1993年に水の江瀧子が行ったことから一般への知名度が上がった。
日本では交際範囲の広い知識人が、自らの社会的活動の終止を告知する機会として開催することが多い。

## 生前葬を行った主な有名人
磯風音次郎
力士。晩年病に冒され、死んだことにして生前葬を行った。1902年死去。
中川横太郎
社会活動家。1899年に生前葬を行った。1903年死去。
瀬川雅亮（独活大王）
書家、画家。50歳（1904年）前後の頃に肺を患い死を覚悟するも回復し、生前葬を行った。1929年死去。
2代目三遊亭金朝
落語家。 1907年に生前葬を行った。1909年死去。
2世曽呂利新左衛門
落語家。 1914年に「香典保存会」と称した生前葬を行った。1923年死去。
中原鄧州
僧侶。1918年、80歳のときに生前葬を行った。1925年死去。
本荘幽蘭
1921年に生前葬を行った。没年不明。
秋間為子
教育者。1932年11月6日に生前葬を行った。1933年死去。
木村清三郎
政治家。1933年7月16日に生前葬を行った。1941年死去。
柴田暁山
ヤクザ、政治家。1946年に生前葬を行った。1957年死去。
田邊宗英
実業家。1953年に生前葬を行った。1957年死去。
児玉誉士夫
右翼運動家。1960年6月、妻を交通事故で失ったことを契機とし、妻の葬儀に合わせ生前葬を行った。1984年死去。
月亭可朝
落語家。1968年に芸名を桂小米朝から月亭可朝に改名した際に花月のイベントで、3代目笑福亭仁鶴がお経を読みながら棺桶から出てくるという企画を行った。2018年死去。
布利秋
著述家、政治家。1969年に生前葬を行った。1975年死去。
2世茂山千之丞
狂言師。1983年6月26日に還暦祝いとして京都府立文化芸術会館で生前葬を行った。2010年死去。
立川談四楼
落語家。1984年4月27日に増上寺で生前葬を行った。
数江教一
倫理学者、茶道研究家。1990年11月17日に生前葬を行った。2003年死去。
水の江瀧子
女優。自身の誕生日の前日にあたる1993年2月19日に生前葬を行い、以後芸能界を引退しメディアに露出せず隠居生活を送っていた。2009年死去。
中村苑子
俳人。1996年刊行の『花隠れ』を最後に引退を表明し、自身の誕生日にあたる1997年3月25日には「花隠れの会」と称して生前葬を行った。2001年死去。
井上宗和
写真家。自身の誕生日にあたる1999年2月25日に「生前惜別の会」を開いた。2000年1月1日死去。
池田貴族
ミュージシャン。1999年5月30日に「貴族大生前葬」と称したチャリティーライブを開催した。同年12月25日死去。
山田千里
津軽三味線奏者。2001年に生前葬を行い、以後人前で三味線を弾くことはなかった。2004年死去。
高橋晄正
医師。2002年に生前葬を行った。2004年死去。
養老孟司
解剖学者。2004年11月に山口県防府市の多々良学園講堂ホールにて行った。
仰木彬
2004年、野球殿堂のパーティーのスピーチで「今日のパーティーでございますが、これは私の生前葬だと思っております」と発言。2005年死去。
宮城まり子
2005年7月23日〜8月14日に東京都現代美術館で開催された、ねむの木学園による展覧会「ねむの木のこどもたちとまり子展」の開催にあたって、知人に「私の生前葬です」という手紙を出したという。2020年死去。
辛淑玉
2007年5月5日に、長野県松本市の神宮寺にて生前葬を行った。生前葬を行った理由は、保守論客、死刑を強硬に主張する犯罪被害者・遺族と、肩入れして死刑反対運動を「弾圧」する一部メディア、石原慎太郎批判に本腰を入れない日本人などへの「怒りをぶっつける」ことだという。
久米田康治
漫画家。2007年6月21日に『さよなら絶望先生』が第31回講談社漫画賞少年部門を受賞し、その授賞式後の2次会で生前葬が行われた。詳細は久米田康治#生前葬を参照。
ビートたけし
お笑いタレント、映画監督。2009年4月3日に、バラエティ番組『たけしのニッポンのミカタ!』（テレビ東京）の初回収録にて生前葬を行った（放送は同月10日）。「コントで葬式をやると番組が当たる」というジンクスを参考にしたため。立会人代表は、共演者である国分太一（TOKIO）。
桑田佳祐（サザンオールスターズのボーカル兼リーダー）
ミュージシャン、シンガーソングライター。2009年4月20日放送のフジテレビ系『桑田佳祐の音楽寅さん 〜MUSIC TIGER〜（第2期）』の第1回の企画として、共演者のユースケ・サンタマリア曰く「『リニューアル』として一度桑田佳祐に死んでもらい、『新生桑田佳祐』として生まれ変わってもらおうという意図」のもとで『桑田佳祐追悼特別番組』というタイトルで生前葬を行った。司会として佐々木恭子アナウンサー、ゲストとしてユースケと岸谷五朗が出演。番組の最中に虎の着ぐるみを着た桑田が登場するが、着ぐるみが佐々木・ユースケ・岸谷に見えていないという体で番組が進むため、スケッチブックに「はすい（破水）してます（当時佐々木は妊娠中で、同年5月に出産予定だった）」と書いてカメラに出し、その後乳児（の人形）を足元から取り出してみたり、尻尾を股間に挟みそれを用いて自慰を意識される行動を取るなど、好き勝手な行動を連発した。
この企画はネット上で様々な反響を呼び、「フジテレビ史上第2位」とされるほどの量の苦情の電話も殺到し、これが原因で番組のプロデューサーを担当した恭子の兄・佐々木将は髪が白髪になるほどのストレスになったことがDVD-BOX「桑田佳祐の音楽寅さん 〜MUSIC TIGER〜 あいなめBOX」の中で言及された。
テリー伊藤
2010年9月17日に青山葬儀所にて生前葬を実施した。
仲村みう
2011年11月23日に、芸能界引退イベントとして生前葬「仲村みう a will 〜みうまん大葬祭」を実施。
松みのる（松竹梅のメンバー）
2013年2月13日に生前葬を実施。
カンニング竹山
2014年『竹山のやりたい100のこと シーズン2 〜ザキヤマ&河本のイジリ天国〜』の企画で行った。
大橋巨泉
2014年5月22日に開催された80歳の誕生パーティー「傘寿の会」での本人談。2016年7月12日死去。
SMAP
2014年7月26日に、『FNS27時間テレビ』のオープニングの企画として「今までのSMAPから生まれ変わるために」という名目で、メンバー全員の生前葬が行われた。グループは2016年に解散したが、メンバーは存命中。
小椋佳
2014年9月12日〜15日に、生前葬コンサートを開催。
AKIRA (プロレスラー)
2014年10月10日に、自身のレスラー生活30周年記念のプロレスイベントとして開催。
アントニオ猪木
2017年10月21日に両国国技館で行われた『INOKI ISM.2』の中で生前葬を行った。2022年10月1日死去。
安崎暁
実業家。2017年12月11日、同年10月に末期の胆嚢癌が見つかったことを受け、感謝の気持ちを伝えたいとして新聞広告を出し、ANAインターコンチネンタルホテル東京で「感謝の会」を開催した。2018年5月26日死去。
桑原征平
アナウンサー。2019年に75歳の誕生日（5月）、朝日放送ラジオでの番組パーソナリティ生活15年（6月）、アナウンサー生活50年（8月）を相次いで迎えたことから「桑原征平生前葬〜甦生（よみがえり）の儀〜」（2部構成による同局主催の有料イベント）を、同年9月13日（金曜日・仏滅）にあましんアルカイックホール・オクトで開催した。日本国内のAMラジオ局が主催するイベントでは初めてとされる生前葬で、「（桑原本人や出演番組の）ファンミーティング」も兼ねていたため、関係者以外の一般客から香典を受け取る代わりに指定席のチケットを販売（いずれの部も前売の段階で完売）。桑原と縁の深い10の企業・医療機関がスポンサーに付いたほか、同月29日（日曜日）には、朝日放送ラジオで19:00 - 21:00に『桑原征平生前葬～甦生の儀～スペシャル「人生は挑戦!」』（生前葬のダイジェスト音源に生放送のトークを交えた特別番組）を放送している。ちなみに、桑原は生前葬の開催後も、ラジオパーソナリティやフリーアナウンサーとしての活動を継続中。
小松政夫
コメディアン・俳優。「芸能活動の集大成的な作品」として、2019年10月31日から11月4日まで、「『うつつ』小松政夫の大生前葬」という舞台作品をキンケロ・シアター（東京都目黒区）で上演した。終演直後の定期検診で肝細胞に見付かった癌が原因で、翌2020年12月7日に78歳で死去。死去の直後に放送されたテレビ番組で、「小松政夫の大生前葬」への出演シーンの映像が訃報や回顧企画に多用された。
おめがリオ（おめがシスターズの妹）
バーチャルYouTuber。2019年11月5日に自身の誕生日を迎えた際に、YouTube上で行ったライブ配信の企画として生前葬を行った。YouTube活動は継続中。
上島竜兵（ダチョウ倶楽部のメンバー）
お笑いタレント、俳優。2021年10月11日配信の『有吉ベース』の企画で行った。2022年5月11日死去。
黒田有（メッセンジャーのボケ担当）
お笑いタレント。2024年2月18日にクールジャパン大阪TTホールで「発起人・東野幸治。黒田有のありがとう生前葬」と題して生前葬が行われた。
石田純一
俳優。2024年8月28日に東京ビッグサイトにて行われた「第10回エンディング産業展」のイベントステージで生前葬を行った。

## 生前葬が扱われる作品
赤罠（坂口安吾の小説、1952年）
主人公、不破喜兵衛が生前葬を行う。
明蝶のとんだことで…（テレビ番組、1971年）
ゲストの生前葬を行うテレビ番組。1971年7月2日から日本テレビで放送された。第1回のゲストは初代林家三平。
天 天和通りの快男児（福本伸行の漫画、1989年〜2002年）
登場人物の赤木しげるが、晩年重度のアルツハイマーに侵されたため尊厳死を決意し、その決行直前に親しかった人物を集め別れを告げた（単行本18巻収録）。
第一生命のテレビコマーシャル（1994年）
1994年に、泉谷しげるが生前葬を行うものが放送された。
山遊亭海彦（原作：立川談四楼、作画：さだやす圭の漫画、1997年〜1998年）
主人公の山遊亭海彦が、第1話にて生前葬を行っている。
かってに改蔵（久米田康治の漫画、1998年〜2004年）
メイン・ヒロインの名取羽美が、第271話（単行本25巻収録）にて生前葬を行っている（また、クラスメートの生前葬を勝手に行っている）。
さよなら絶望先生（久米田康治の漫画、2005年〜2012年）
主人公の糸色 望が、第36話（単行本「第4集」収録）にて生前葬と似たような形式のものを「模死」として行っている。
風のガーデン（テレビドラマ、2008年）
主人公の白鳥貞美（演：中井貴一）が、第8話にて生前葬を行っている。
お葬式で会いましょう（テレビドラマ、2014年）
2014年5月5日にNHKで放送された